# Dreiband-Weltmeisterschaft 1987

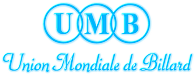
Logo UMB (ausrichtender Verband)

Veranstaltungsort: Kairo

Die Dreiband-Weltmeisterschaft 1986 war das 42. Turnier in dieser Disziplin des Karambolagebillards und fand vom 31. März bis 5. April 1987 in Kairo statt. Die Weltmeisterschaft sollte ursprünglich in Tokio stattfinden. Tokio sagte kurzfristig ab und Kairo sprang ein. Es war die vierte Dreiband-WM in Kairo.

## Geschichte
Gestartet war die Weltmeisterschaft mit zehn Teilnehmern. Der Österreicher Franz Stenzel musste aber krankheitsbedingt nach drei Partien aufgeben. Seine gespielten Partien wurden aus der Wertung genommen. Den ersten knapp verpassten Dreiband-WM-Titel in Las Vegas holte Torbjörn Blomdahl in Kairo nach. Er leistete sich nur eine Niederlage gegen den Mexikaner Arturo Bone, der die erste WM-Medaille für Mexiko errang. Zweiter wurde der Amerikaner Frank Torres. Überschattet war die Weltmeisterschaft durch den Konflikt zwischen dem Weltverband UMB und der Billiards Worldcup Association (BWA). Viele Spitzenspieler waren zur BWA gewechselt und damit nicht für die Weltmeisterschaft zugelassen. Zu den bei der BWA unter Vertrag Stehenden gehörten unter anderem die Spitzenspieler Raymond Ceulemans, Marco Zanetti, Ludo Dielis und Nobuaki Kobayashi. Es sollte die letzte WM für die nächsten Jahre sein. Ab der folgenden Saison wurde der Weltmeister durch eine Weltcup-Serie der BWA ermittelt.
Obwohl die Ägypter in der Kürze der Zeit, nach der Absage Tokios, noch eine WM auf die Beine stellten, waren die Spieler nicht ganz so zufrieden mit dem Spielmaterial. Ein örtlicher Schreiner hatte es in der Eile nicht ganz so genau genommen mit den Banden. Teilweise wiesen diese einen Höhenunterschied von 4 Millimetern auf. So mussten die Spieler sich mehr auf ihren Instinkt als auf ihr kontrolliertes Spiel verlassen.

## Modus
Gespielt wurde „Jeder gegen Jeden“ bis 50 Punkte.

## Abschlusstabelle
| MP    | Match Points (Sieger = 2; Unentschieden = 1; Verlierer = 0) |
| Pkte. | Erzielte Karambolagen                                       |
| Aufn. | Benötigte Versuche                                          |
| GD    | Generaldurchschnitt                                         |
| BED   | Bester Einzeldurchschnitt eines Spielers                    |
| HS    | Höchstserie                                                 |
|       | Bester GD des Turniers                                      |
|       | Bester ED des Turniers                                      |
|       | Beste HS des Turniers                                       |
|       | 1. Platz (Gold)                                             |
|       | 2. Platz (Silber)                                           |
|       | 3. Platz (Bronze)                                           |

| Platz                      | Name                      | MP   | Pkte. | Aufn. | GD    | BED   | HS |
| -------------------------- | ------------------------- | ---- | ----- | ----- | ----- | ----- | -- |
| 1                          | Torbjörn Blomdahl         | 14:2 | 397   | 361   | 1,099 | 1,428 | 7  |
| 2                          | Frank Torres              | 14:2 | 390   | 418   | 0,933 | 1,219 | 7  |
| 3                          | Arturo Bone               | 11:5 | 359   | 461   | 0,778 | 1,063 | 9  |
| 4                          | Harry Sims                | 10:6 | 353   | 499   | 0,707 | 0,862 | 8  |
| 5                          | Ihab El Messery           | 7:9  | 332   | 492   | 0,674 | 0,943 | 6  |
| 6                          | Jan Arnouts               | 6:10 | 360   | 426   | 0,845 | 1,282 | 9  |
| 7                          | Gabriel Fernandez Arevalo | 6:10 | 344   | 430   | 0,800 | 1,000 | 10 |
| 8                          | Hisham Saad               | 2:14 | 320   | 465   | 0,688 | 0,862 | 7  |
| 9                          | Mohammed Diab             | 2:14 | 297   | 466   | 0,637 | 0,757 | 6  |
| Turnierdurchschnitt: 0,784 |                           |      |       |       |       |       |    |